# Шильниковский, Евстафий Павлович
Шильниковский Евстафий Павлович (17 февраля 1890 года, деревня Кузнецово Великоустюгского уезда — 18 августа 1980 года, город Великий Устюг Вологодской области) — художник, график, мастер художественной черни. Художественный руководитель фабрики «Северная чернь» (1936—1965 гг.).
Член Союза художников СССР (с 1932 года), заслуженный деятель искусств РСФСР, почётный гражданин Великого Устюга.
Работы Шильниковского экспонировались на Всемирной выставке 1937 г. в Париже (награждён Большой Серебряной медалью и дипломом) и Всемирной выставке в 1939 г. в Нью-Йорке.

## Биография

### Молодые годы, обучение
Евстафий Павлович родился 17 февраля 1890 г. в деревене Кузнецово, Великоустюгского уезда. В 1895 году семья переезжает в Великий Устюг.
В начале 1900-х годов, не сумев поступить в московское Строгановское художественно-промышленное училище, Шильниковский обучается в рисовальных классах в Ярославле, после чего, осенью 1907 года поступает в Пензенское художественное училище. В 1913 году Шильниковский блестяще сдаёт экзамены и входит в пятерку лучших студентов выпуска, за что получает право без экзаменов поступить в Петербургскую Академию художеств, в которой обучается с 1913 по 1917 годы.
На второй год обучения Шильниковский поступает в класс известного графика В. В. Матэ, где изучает технику глубокой печати.

### Рисунки и офорты
Благодаря В. В. Матэ, познакомившего его с редактором журнала «Лукоморье», Шильниковский, будучи ещё студентом, начинает работать иллюстратором сначала в этом журнале, а потом и в других. В это же время он создаёт свои первые профессиональные произведения (такие как «Дубы», «Портрет бабушки»).
В связи с революционными событиями и смертью Матэ учёба Шильниковского обрывается. Он возвращается в Великий Устюг и начинает работать одновременно инструктором изобразительного искусства при отделе образования, художником-декоратором в народном театре и руководителем художественной студии. В 1920—1937 гг. Шильниковский также работает в устюжской газете «Советская мысль».
В 1932 году Евстафий Павлович одним из первых вступает в созданный в этом году Союз художников СССР, а в 1935 году в Великом Устюге проходит посвященная 25-летию его творческой деятельности первая персональная выставка.

### Чернение по серебру
В 1936 года Шильниковского приглашают на должность художественного руководителя артели «Северная чернь», созданной с целью возрождения чернения по серебру, которым Великий Устюг был знаменит в XVII-XIX веках.
Основанная в 1933 году артель первоначально изготовляла незатейливый ширпотреб: подстаканники, ложки и т. п., украшенные лишь простым цветочным орнаментом, однако с приходом в неё Шильниковского всё изменилось: он не только сумел восстановить забытые традиции, но сделал и ряд нововведений. Несмотря на то что сначала удавалось далеко не всё (так, например, выпущенную в 1935 году «Синцзянскую серию» серебряных столовых ложек Шильниковский всегда называл неудачной) мастер не сдавался, продолжая восстанавливать утерянные секреты и искать новые пути развития.
Общее признание пришло после выпуска серии предметов, выполненных по мотивам пушкинских произведений. Сначала она экспонировалась на проходившей в 1937 году в Москве Всесоюзной выставке, посвященной памяти Пушкина, а затем и на Всемирной выставке в Париже, где была награждена Большой Серебряной медалью и дипломом.
После этого успеха Шильниковский продолжает литературную тематику: в 1946 году выходят сервизы, оформленные по мотивам басен Крылова, а 1947 — по «Коньку-Горбунку».
Благодаря всемирной славе, «Северная чернь» постоянно получает правительственные заказы, большинство из которых выполняется по рисункам Шильниковского. На предприятии выпускаются произведения, посвящённые почти всем значительным событиям (например, подвигу папанинцев, 800-летию Москвы, юбилею воссоединения Украины с Россией, покорение космоса).
В 1956 году, по ходатайству научно-исследовательского института художественной промышленности, за «выдающиеся заслуги в развитии декоративно-прикладного искусства северной черни» Шильниковский получает звание заслуженного деятеля искусств РСФСР.

## Награды
- Орден Трудового Красного Знамени (15.02.1980)[1]